# Ask Me Why
Ask Me Why – utwór zespołu The Beatles, wydany w Wielkiej Brytanii na stronie B singla Please Please Me, a także na ich debiutanckim albumie Please Please Me.

## Kompozycja
Ask Me Why przypisywany jest duetowi Lennon/McCartney, lecz jest to w głównej mierze utwór Lennona. Piosenka ta była jedyną, którą The Beatles zagrali podczas przesłuchań w Abbey Road Studios.

## Struktura
Piosenka grana jest w tonacji E-dur, lecz niektóre momenty zagrano w C#. Utwór jest bardzo skomplikowany pod względem struktury. W kilku momentach zmienia się tonacja.

## Nagranie
Utwór został nagrany w Abbey Road Studios w dniu 6 czerwca 1962 roku. Nigdy nie dowiedziano się, ile taśm zużyto na nagranie tego utworu. Ponoć Abbey Road Studios zniszczyło materiały z sesji nagraniowej tej piosenki. Utwór nagrano ponownie 26 listopada 1962 roku. W tym samym dniu przećwiczono również utwór Tip of my Tongue – kolejną piosenkę duetu McCartney/Lennon, która miała trafić na singel promujący album Please Please Me. Jednak George Martin uważał, że trzeba jeszcze ją dopracować, a w końcu oddał ją do wykonania Tommy’emu Quickly.

## Inne wydania
Capitol Records, EMI 's amerykański odpowiednik Parlophone, początkowo odmówiło dystrybucji muzyki The Beatles w USA, a więc singel „Please Please Me” / „Ask Me Why” został wydany przez Vee-Jay Records USA.

## Wykonawcy
- John Lennon – gitara rytmiczna, śpiew
- Paul McCartney – gitara basowa, wokal
- George Harrison – gitara prowadząca, wokal
- Ringo Starr – perkusja